# R-16 (ミサイル)

R-16

R-16（NATOコードネーム：SS-7「サドラー」）は1956年にヤンゲリ設計局で開発され、1961年〜1978年にかけて初めて大量に配備されたソ連の二段式大陸間弾道ミサイルである。
R-16は地上から発射するタイプの弾道ミサイルだが、サイロから発射するR-16Uも存在していた。

## 事故
1960年10月24日にバイコヌール宇宙基地で打ち上げ直前のR-16のプロトタイプが突然爆発し、戦略ロケット軍司令官ニェジェーリン（ネデリン）、バイコヌール宇宙基地司令官ノソフ、誘導装置の設計者コノパレフを始め主立ったミサイル関係の技師や軍人約90名が焼死したり、腐食性の強い燃料に冒されたりして亡くなった。公式には92名だが120〜200名とも言われている。設計者のヤンゲリ自身は直前まで現場にいたものの、煙草を吸うために喫煙スペースにいたため命拾いしている。
これほどまでの大惨事となった原因として、技師が電気系統の欠陥を修理しようとしてコードを誤って別のコネクタに接続した（それぞれ500以上のコネクタやコードで構成されていた。）為、第二段エンジンが作動したことにより一段目の燃料タンクが加熱されて爆発したからだと言われている。さらに、前日に起こった燃料漏れで辺りは燃料が充満していた（当日も応急修理をしただけで根本的な解決には至っていなかった）ことも事態を重くする事となった。

### その後
もちろん当局によって情報統制が行われ、関係者や遺族には箝口令がしかれ、ニェジェーリンら主立った者は飛行機事故によって死去と発表された。この事故の詳細が分かったのは1990年になってからである。
西側にこの情報の断片が漏れたがICBMの事故とは思わず、火星ロケットの事故だと考えられていたとの逸話もある。

## 主要諸元
- 全長：30.4 m
- 直径：2.4m〜3.0 m
- 発射重量：146,600 kg
- 射程：11,000〜13,000 km
- 弾頭：単弾頭
  - 8F17：1,500 kg、3 Mt
  - 8F115：2,175 kg、5 Mt
  - 8F116：2,200 kg、6 Mt
- 精度：2,700〜2800 m CEP（半数命中半径）
- 誘導：慣性誘導